# Khojimat Erkinov
Khojimat Erkinov, né le 29 mai 2001 à Tachkent, est un footballeur international ouzbek. Il joue au poste d'ailier gauche au Pakhtakor Tachkent.

## Carrière

### En club
En 2019, il intègre la première équipe du Pakhtakor Tachkent mais est prêté au FK Kokand. En 2020, il est prêté de nouveau au FK AGMK. Il joue son premier match le 7 mars en entrant à la 71e lors du match nul 1-1 obtenu à l'extérieur contre le Sogdiana Jizzakh. Le 13 mars, il marque son unique but avec le FK AGMK lors de la victoire 2-0 à domicile contre le FK Bunyodkor.
Le 30 août 2020, il fait son retour au Pakhtakor Tachkent. Il fait sa première apparition le 30 septembre contre le Persépolis FC en coupe de l'AFC. Le Pakhtakor s'incline en Iran 2-0. Le 14 avril 2021, il marque son premier but contre le Tractor Club en coupe de l'AFC lors d'un match nul concédé à domicile 3-3.

### En sélection
Le 3 septembre 2020, il joue son premier match avec l'Ouzbékistan lors d'une rencontre amicale contre Tadjikistan (victoire 2-1).

## Palmarès
Pakhtakor Tachkent
| - Championnat d'Ouzbékistan (2) : - Champion : 2020 et 2021. - Coupe d'Ouzbékistan (1) : - Vainqueur : 2020. |  | - Supercoupe d'Ouzbékistan (1) : - Vainqueur : 2021. |